# Itaipusa spinibursa
Itaipusa spinibursa är en plattmaskart som beskrevs av Tor Karling 1978. Itaipusa spinibursa ingår i släktet Itaipusa och familjen Koinocystididae. Inga underarter finns listade i Catalogue of Life.